# Диоцез Мукачева
Эта статья о епархии латинского обряда. О грекокатолической епархии с центром в Мукачево см. здесь
Диоцез Мукачева, или Мукачевский диоцез (лат. Dioecesis Munkacsiensis Latinorum), — епархия (диоцез) Римско-католической церкви с центром в Мукачеве (Украина). Основана в XIV веке. Подчинена Львовскому архидиоцезу. Охватывает территорию Закарпатской области.

## История

Римско-католические епархии Украины. Мукачевская выделена светло-зелёным цветом

14 августа 1993 года была создана апостольская администратура латинского обряда с центром в Мукачеве. Апостольским администратором стал Антонио Франко, на тот момент нунций на Украине. Совмещение постов нунция и апостольского администратора Мукачева продолжалось до 10 октября 1997 года, когда был назначен новый апостольский администратор мукачевского диоцеза — епископ Антал Майнек (O.F.M.). 27 марта 2002 года апостольская администратура была преобразована в полноценную епархию.

## Структура
Кафедра епископа находится в Мукачеве. Кафедральный собор епархии — Кафедральный собор Святого Мартина Турского.
Диоцез подчинён Львовскому архидиоцезу. Согласно данным справочника catholic-hierarchy по состоянии на 2004 год в епархии насчитывалось около 53 тысяч католиков, 30 священников и 50 монашествующих.

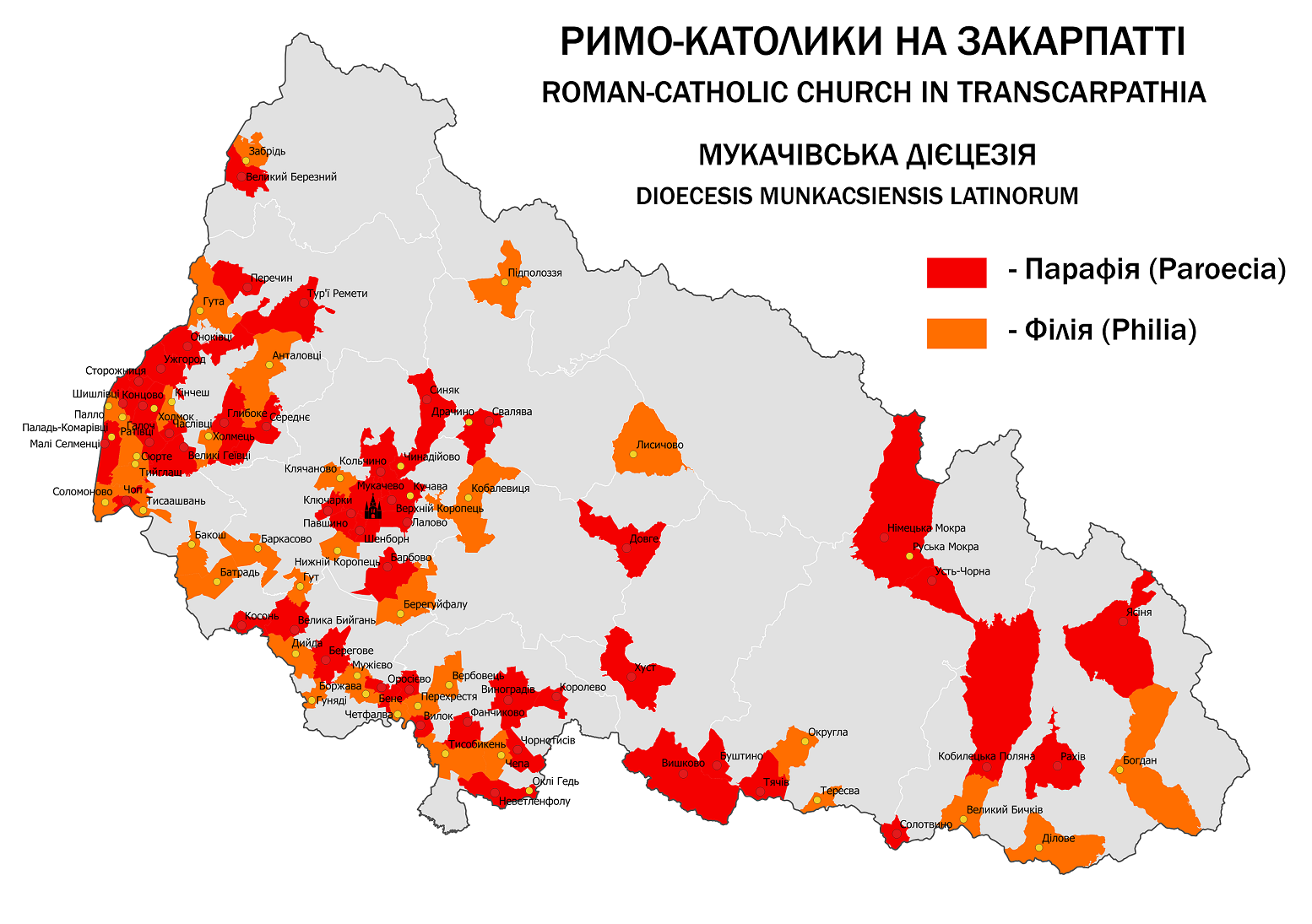
Римско-католические епархии на территории Закарпатской области